# Gabion

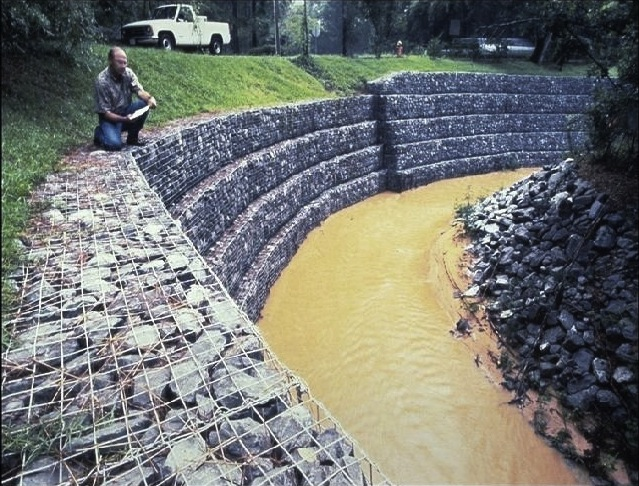
Gabions en grillage métallique inoxydable utilisés en murs de soutènement. Sur des sols limoneux, faute de fixation par la végétation, l'eau peut emporter de la terre au travers du gabion.

Un gabion (de l'italien gabbione signifiant « grosse cage ») est en génie civil un casier, le plus souvent constitué de nos jours de solides fils de fer tressés, et rempli de pierres généralement non gélives (qui ne se fendent pas sous l’action du gel). Ils sont utilisés dans les travaux publics et le bâtiment pour construire des murs de soutènement ou des berges artificielles non étanches ou pour décorer une façade nue ou des aménagements urbains.
D'un coût modique si l'on dispose de pierres solides sur place et d'une bonne tenue, ils sont relativement faciles à mettre en œuvre et aisément modulables.
Les gabions peuvent être constitués par tissage de fils métalliques (mailles hexagonales double torsion) ou par soudage de fils (électrosoudage) avec des mailles carrées ou rectangulaires.
En raison de leur nature et conception, ils offrent une certaine souplesse et inertie face aux chocs et tremblements de terre ou mouvements de terrain. Ils sont également utilisés dans des aménagements hydrauliques ; l'eau peut percoler au travers d'un gabion, avec des phénomènes de dissipation d'énergie, exploitables par exemple pour la construction de « merlons amortisseurs » et notamment pour la gestion de flux d'eau dans un bassin versant ou un système de réservoirs d'eau.

## Histoire

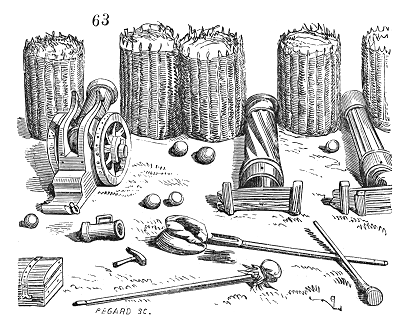
Gabion en osier tressé destiné à protéger des artilleurs (XVIe siècle).

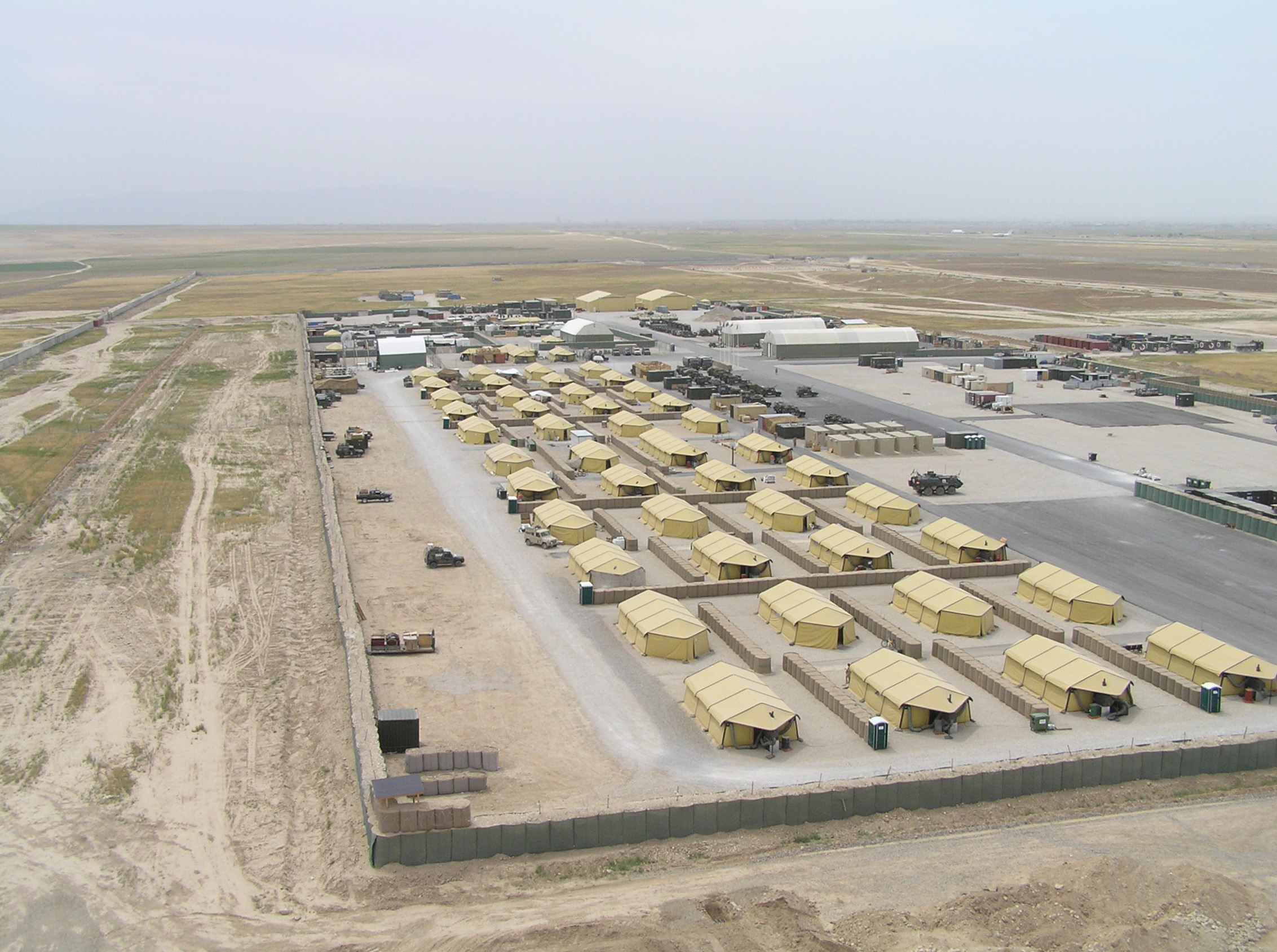
Le gabion a encore des usages militaires au XXIe siècle, ici entourant le camp Marmal (Afghanistan).

Le gabion est utilisé dès l'antiquité, sous forme de panier dont l'armature est végétale (osier, bambou, etc.).
Le gabion militaire est originellement un système défensif utilisé pour rapidement protéger une position des tirs d'artillerie ou des balles. Il est apparu vers le XVIe siècle et a été remplacé au XXe siècle par le système du sac de sable, plus simple à créer et à utiliser.
Un gabion se compose alors d'un panier en osier (branches d'une espèce de saule) tressé et rempli de terre et de gravats, destinés à amortir les balles et les éclats. C'est le chaudronnier italien Gaetano Maccaferri, créateur de la société Maccaferri, qui l'a réinventé dans sa forme moderne avec une cage de fils d'acier rigides inoxydables en 1893.
Le gabion fait partie des outils d'attaque et de défense des places fortes utilisés en particulier à l'époque de Vauban. Il est encore utilisé en complément des systèmes de tranchées durant la Première Guerre mondiale.
Le gabion, à partir de la fin du XXe siècle, est très utilisé en génie civil où il désigne une sorte de casier, le plus souvent fait de solides fils de fer traités contre l'oxydation et tressés de manière à enfermer des pierres dures. Il est notamment utilisé dans le bâtiment pour décorer une façade nue ou pour construire un mur de soutènement, ou une berge artificielle non étanche.
Le gabionnage a encore donné lieu au XXe siècle à divers innovations et brevets, mais leur relative simplicité de fabrication peut permettre, comme au Burkina Faso, de les faire fabriquer par des artisans locaux. On a notamment essayé d'y intégrer des fonctions de services écosystémiques en les rendant parfois plus propices à la biodiversité, par exemple en permettant leur colonisation par des racines d'arbres.

## Typologie
On distingue[contexte nécessaire] :

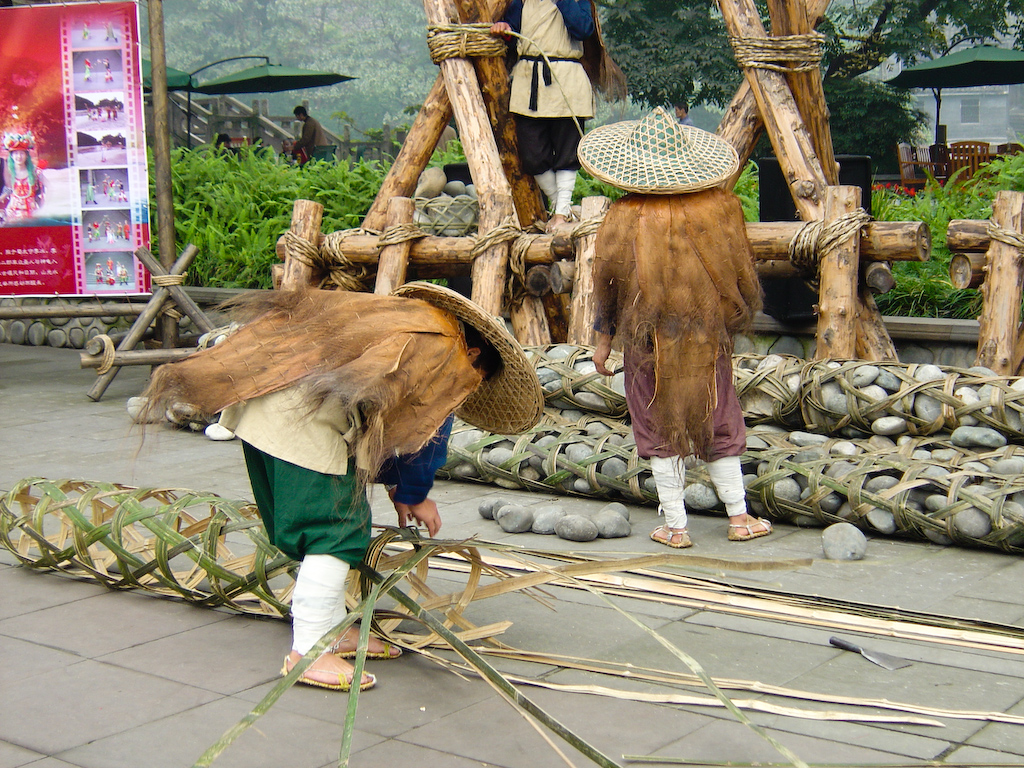
Démonstration de fabrication de gabion en bambou tressé utilisés pour la construction des anciennes digues du système d'irrigation de Dujiangyan, conçu au dans le Sichuan en Chine

- les gabions boîtes, d'une hauteur et largeur de 0,5 ou 1 m et d'une longueur de 1,5 à 4 m.
- les gabions matelas, parallélépipède de faible épaisseur (0,2 à 0,3 m) et de grande surface (longueur de 2 à 6 m et largeur de 2 m).
- Il existe aussi les gabions sacs ou poches cylindriques qui correspondent à des gabions tubulaires de 0,25 à 0,5 m de diamètre et long de 2 à 3 m.

## Usages particuliers

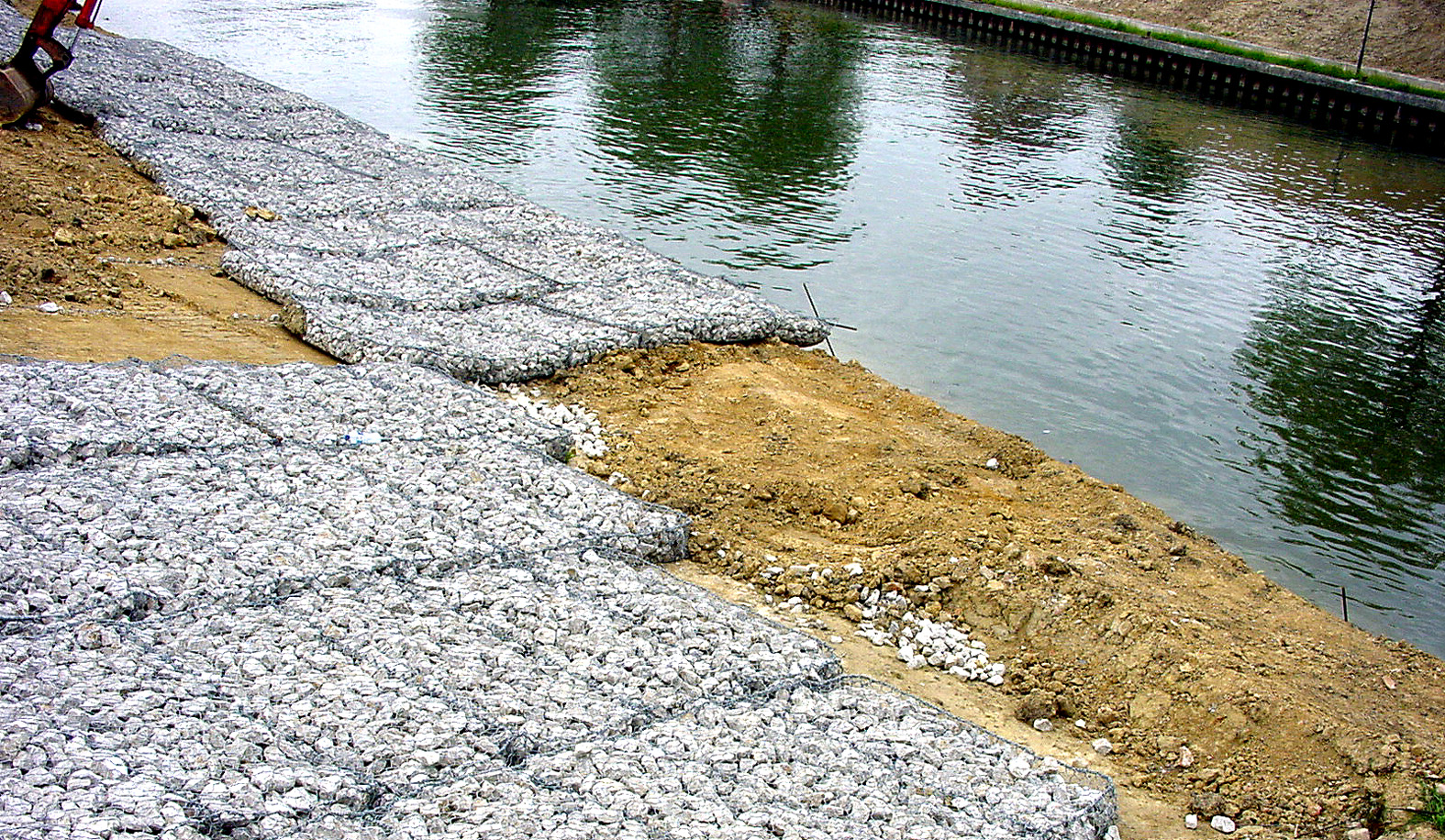
Pose de Gabions pour consolidation des berges de la Deûle en aval de Lille, juin 2001. Travaux commandés par le SIVADEULE, avec projet d'inclure ces aménagements dans la trame verte de la communauté urbaine de Lille (Lille LMCU).

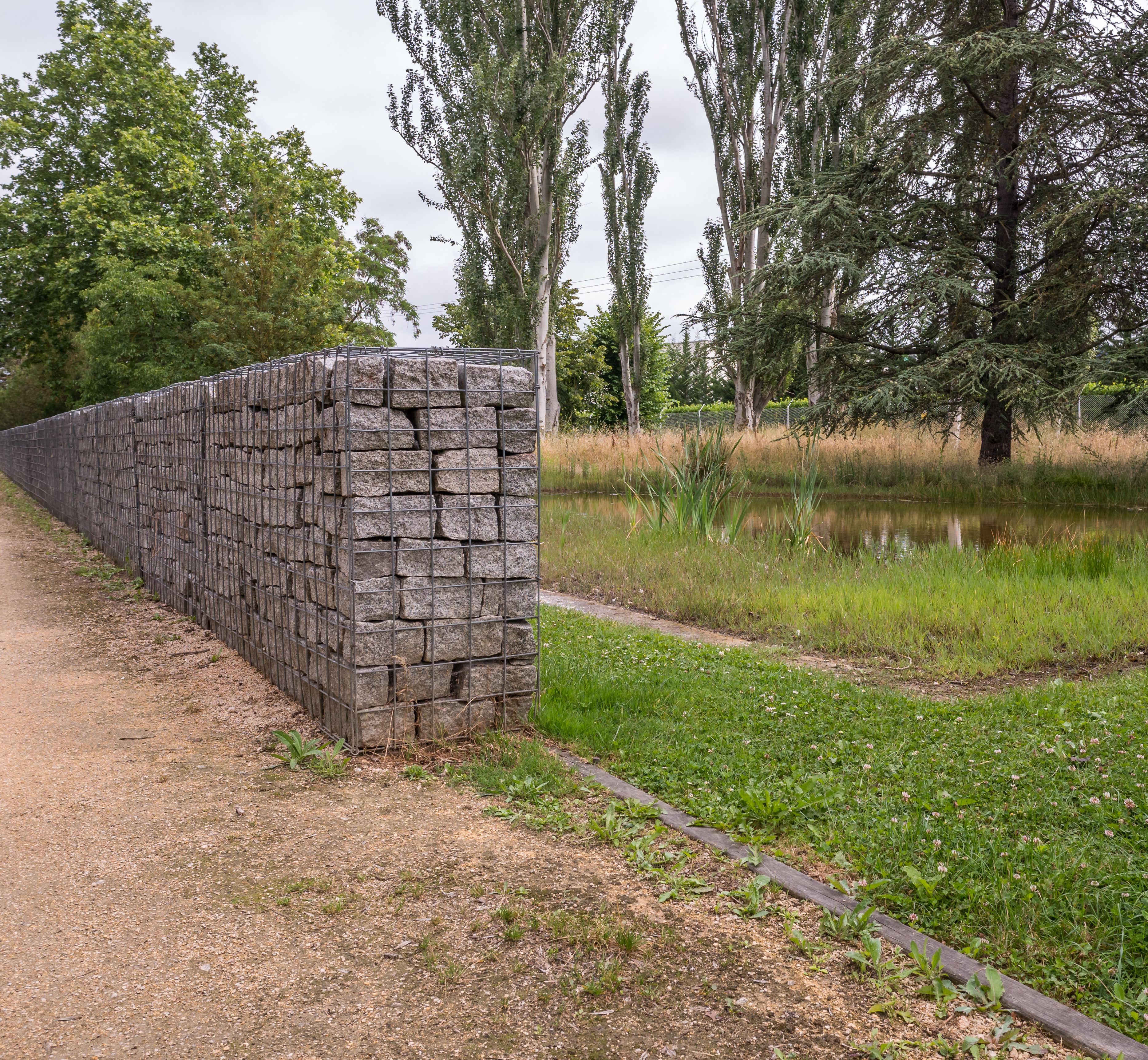
Gabion dans un parc.

Dans les aménagements hydrauliques, on utilise fréquemment des gabions disposés en épi perpendiculairement à la berge ou parallèlement aux rives pour lutter contre l'érosion fluviale ou torrentielle,. On réalise aussi des seuils ou petits barrages.
Ils servent aussi, grâce à leurs capacités drainantes, à stabiliser des éboulis, des oueds ou à construire des paravalanches, notamment en terrain difficile.
L'utilisation des gabions en panneaux électrosoudés permet désormais la réalisation d'aménagements paysagers en gabions robustes et peu sensibles au vandalisme.
Les écrans antibruit en gabions ont de fortes capacités d’absorption acoustique de par la masse des matériaux de remplissage et le fort pourcentage de vide entre les pierres associé à une surface peu réfléchissante.
Notamment si la pierre est mélangée à un sol meuble et pouvant se végétaliser (il faut un contexte alors plus humide), ils absorbent une partie de bruit ambiant et permettent d'améliorer la gestion du bruit et le confort acoustique et d'atténuer certaines pollutions sonores (autour d'un parking urbain par exemple ou du passage d'une voie routière, ferroviaire, etc.) en jouant le rôle d'un mur anti-bruit.
Les murs de gabions jouent un rôle important dans les parcs urbains en tant que structures artificielles pour augmenter l'espace vert et créer une beauté naturelle. En agrandissant les espaces verts et en construisant des parterres de fleurs et des points d’eau, davantage d’espaces de loisirs et de beaux paysages naturels sont offerts aux résidents urbains. Dans la planification urbaine et la conception des parcs à l'avenir, nous devrions exploiter pleinement les avantages du maillage en gabion et l'appliquer à davantage de parcs urbains pour créer conjointement un environnement urbain vivable et beau.

## Limites
Leur souplesse relative ne permet pas de construire des murs hauts et fins, notamment en contexte de risque sismique. Des méthodes de calcul de leur stabilité ont été développées,.
Les eaux acides et/ou salées posent des problèmes de corrosion des fils métalliques, qui limite leur utilisation dans certains contextes (estuaires, ports, littoraux...), à moins d'utiliser de l'inox plus coûteux.

## Intérêts pour la biodiversité

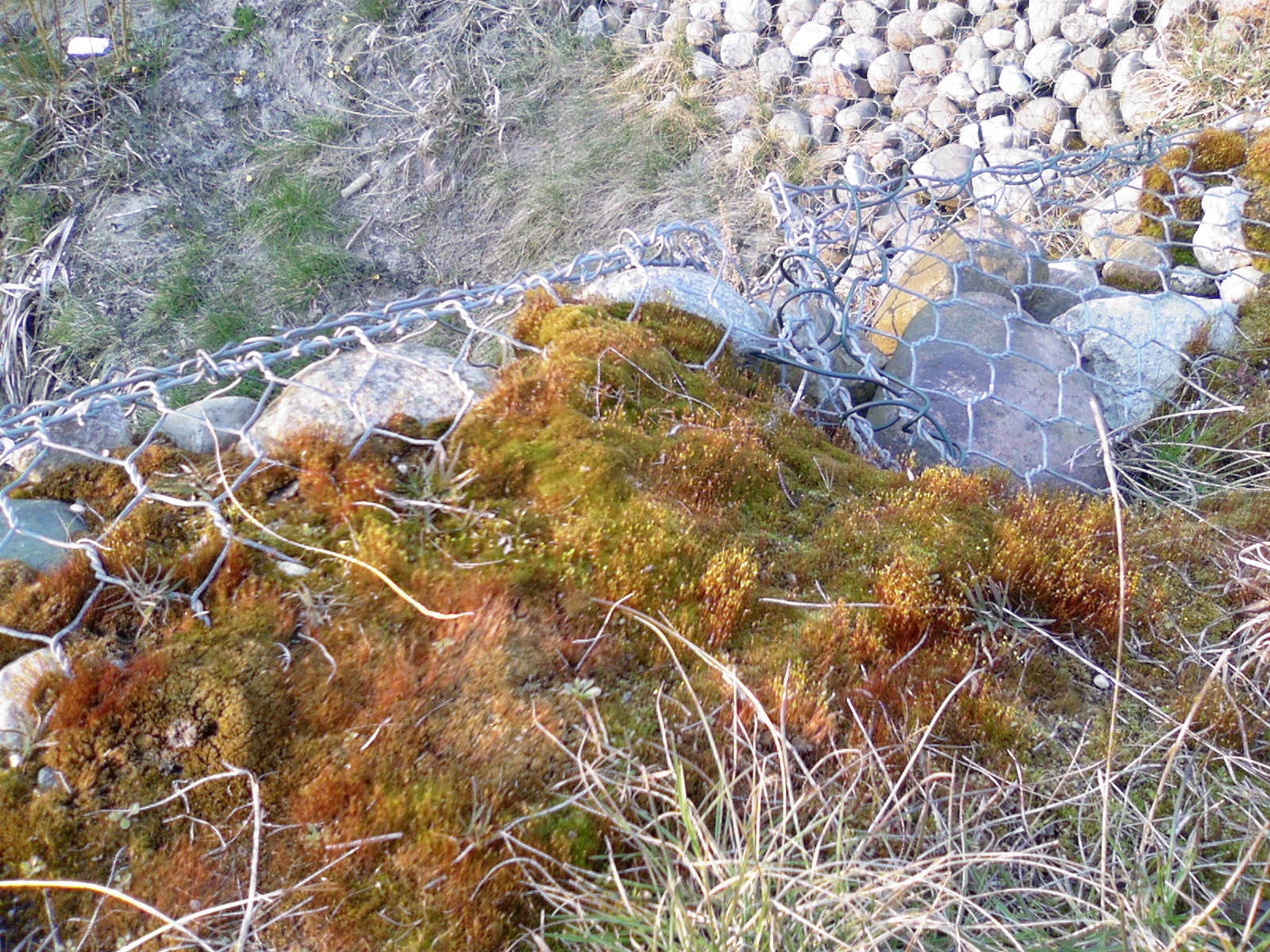
Des plantes pionnières puis secondaires peuvent coloniser les gabions en redonnant un air plus naturel au mur ou à la berge.

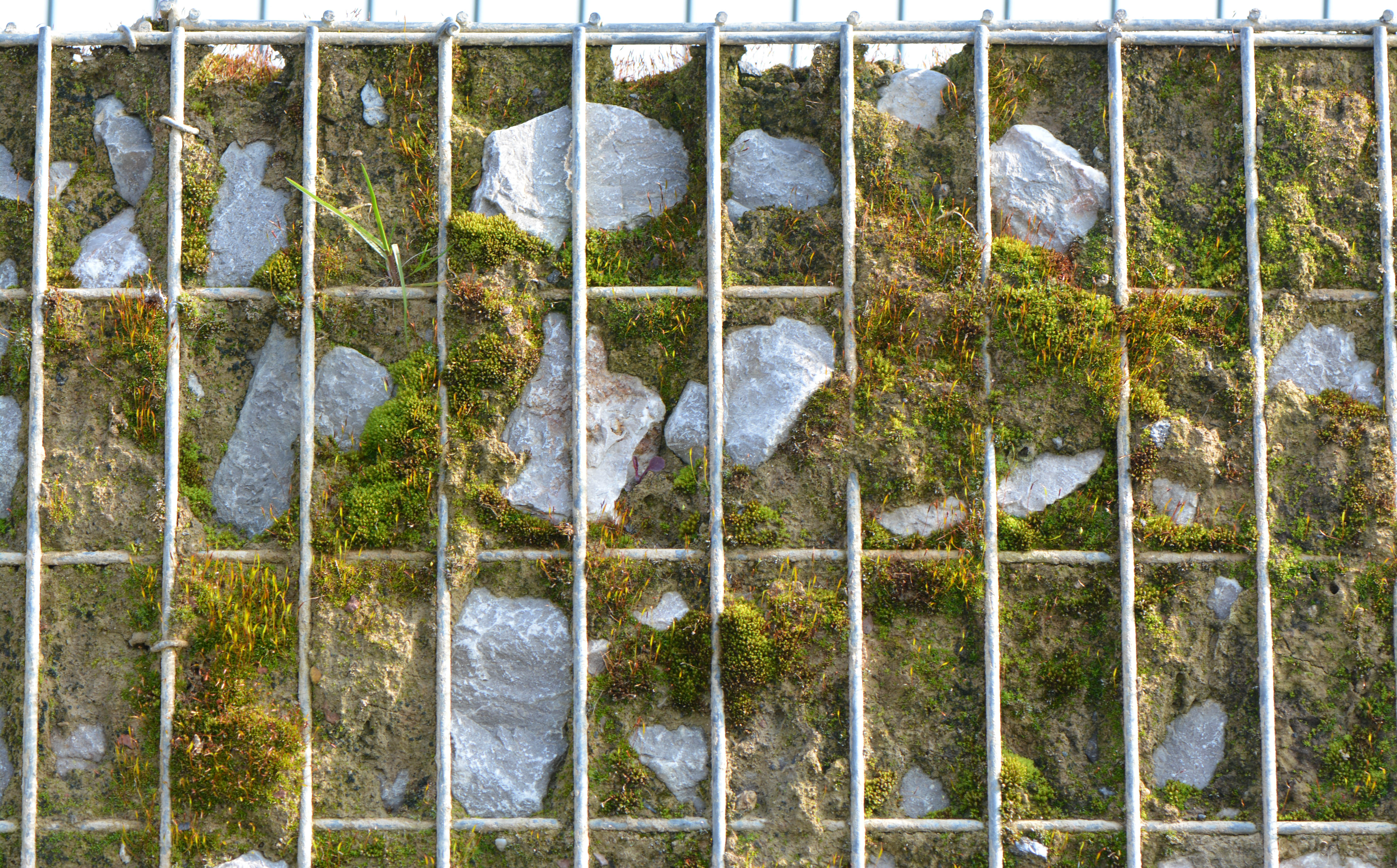
Lors d'une restauration des fortifications de Vauban à la Citadelle de Lille, un gabion-muret expérimental de quelques mètres de long, empli de petites pierres calcaire dure et de terre compacte riche en argile et chaux, vise à accueillir une flore muricole naturelle, notamment constituée de mousses dont les espèces vont s'autosélectionner en fonction des conditions microclimatiques du site.

En raison de la nature de leur matériau et de leur plus ou moins grande présence de « vides », ils offrent des micro-habitats et un microclimat proche de ceux des éboulis naturels, propices à une biodiversité particulière et à une naturalité recherchées par les mesures conservatoires et compensatoires ou de gestion restauratoire qui visent dans ce cas généralement des plantes pionnières, des espèces xérophiles et/ou d'altitude ou certaines espèces muricoles qui peuvent trouver dans un gabion bien conçu d'éventuels habitats de substitution).
Souvent pauvres en nutriments, ils demandent peu d'entretien et ne favorisent pas les espèces de milieux eutrophes plutôt banalisantes.
Ils peuvent, en outre, utiliser des matériaux rocheux et un substrat prélevé in situ, favorable aux espèces autochtones.

## Sémantique
Le mot provient de l'italien gabbione, qui signifie « grosse cage ».

### Autre sens du motgabion

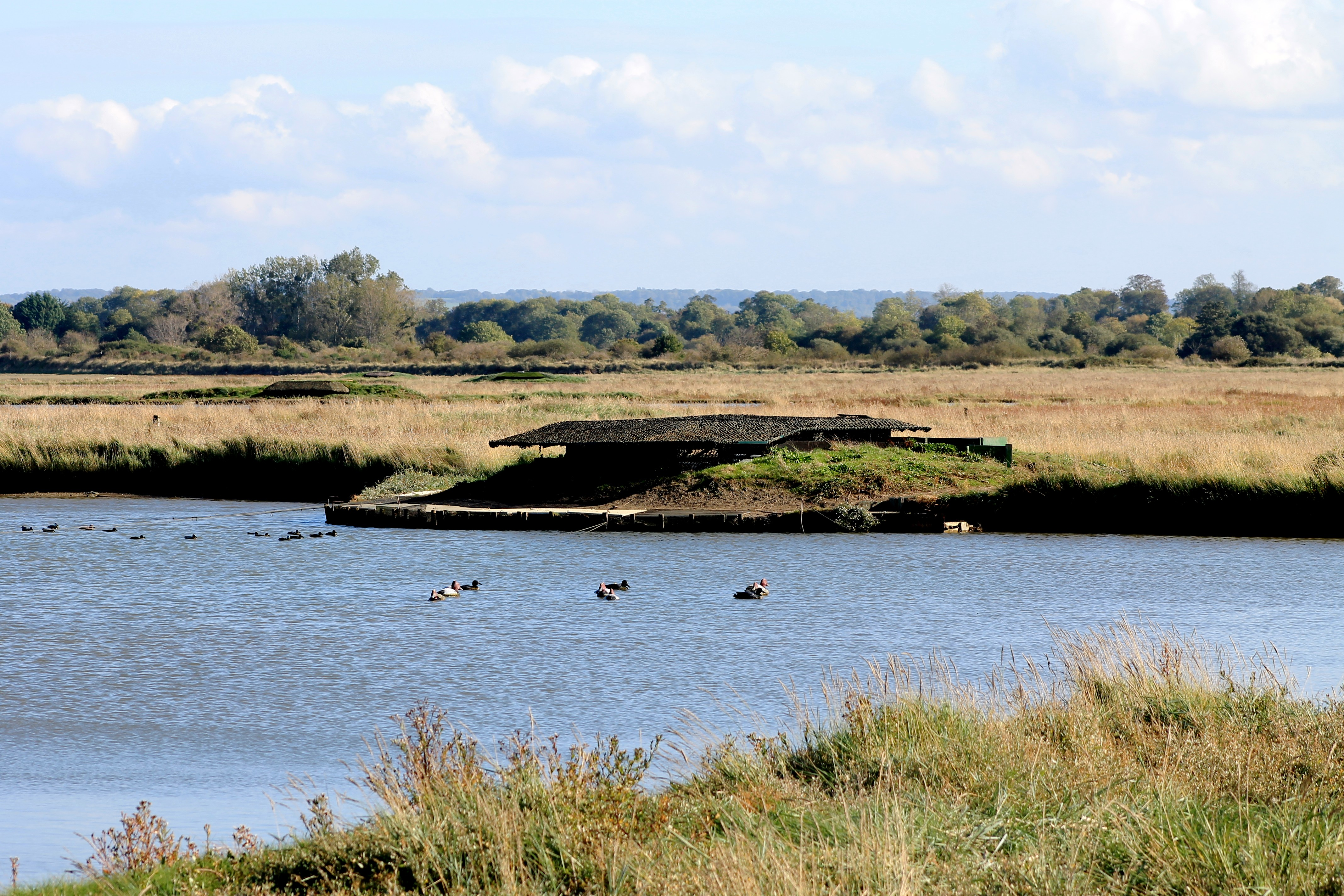
Gabion de chasseurs à l'embouchure de l'Orne.

« Gabion » désigne aussi, en France, un abri plus ou moins enterré, très camouflé, installé sur le domaine maritime (marais côtiers, estuaires, baies…) par des chasseurs de nuit à l'appeau du gibier d'eau (anatidés et limicoles). Appelé aussi selon les régions hutteau, tonne ou cercueil (nom dû à sa forme caractéristique), cet affût de chasse (en) peut être de petite taille et mobile (donc déplaçable sur le lieu de chasse) ou plus grand et fixe, flottant (dans les zones soumises aux effets de la marée, surtout) ou en dur (le plus souvent en béton). La chasse au gabion se distingue de la chasse à la hutte : chez cette dernière, l'abri est une cabane de chasse aménagée face à une étendue d'eau non soumise aux flux et reflux des marées (mares, lacs, étangs, gravières…) pour inciter le gibier d'eau à s'y remiser et à s'y nourrir.